# Jan Jansson
Jan Jansson (født 26. januar 1968 i Mörbylånga, Sverige) er en svensk tidligere fodboldspiller (midtbane).
Jansson spillede størstedelen af sin karriere i hjemlandet, hvor han repræsenterede henholdsvis Kalmar FF, Östers og IFK Norrköping. Han var også udlandsprofessionel i den næstbedste engelske række hos Port Vale.
For Sveriges landshold spillede Jansson syv kampe i perioden 1990-1992. Han var en del af landets trup til EM 1992 på hjemmebane, men kom dog ikke på banen i turneringen, hvor svenskerne blev slået ud i semifinalen.

## Titler
Svenska Cupen
- 1987 med Kalmar FF
- 1994 med IFK Norrköping